# Castellsec
El Castellsec és una muntanya de 1.329 metres que es troba al municipi de La Pobla de Lillet, a la comarca catalana del Berguedà.